# 일라이 (2010년 영화)
《일라이》(The Book of Eli)는 2010년에 개봉한 미국의 SF 계열 영화로 2043년 폐허가 된 지구의 암울한 미래를 배경으로 하는 서부 액션 영화이다. 휴스 형제가 연출하고 게리 휘타가 각본을 썼으며, 덴절 워싱턴이 주인공 일라이 역으로 출연한다. 이외에 게리 올드먼, 밀라 쿠니스, 레이 스티븐슨, 제니퍼 빌스가 출연한다.

## 출연
- 덴절 워싱턴 - 일라이
- 게리 올드먼 - 카네기
- 밀라 쿠니스 - 솔라라
- 레이 스티븐슨 - 레드리지
- 제니퍼 빌스 - 클로디아
- 에번 존스 - 마츠
- 조 핑거 - 호이트
- 프랜시스 데 라 투어 - 마사
- 마이클 갬본 - 조지
- 톰 웨이츠 - 엔지니어
- 크리스 브라우닝 - 하이재커 리더
- 맬컴 맥다월 - 롬바디